# ورکس الیرس ات ریست
ورکس الیرس ات ریست (به فرانسوی: Varces-Allières-et-Risset) یک کمون در فرانسه است که در Canton of Vif واقع شده‌است.

## خصوصیات
ورکس الیرس ات ریست ۲۱ کیلومترمربع مساحت و ۶٬۵۰۹ نفر جمعیت دارد.